# Слов'янський керамічний комбінат
Слов'янський керамічний комбінат — колишнє підприємство керамічної промисловості, розташоване в місті Слов'янськ Донецької області.

## Історія

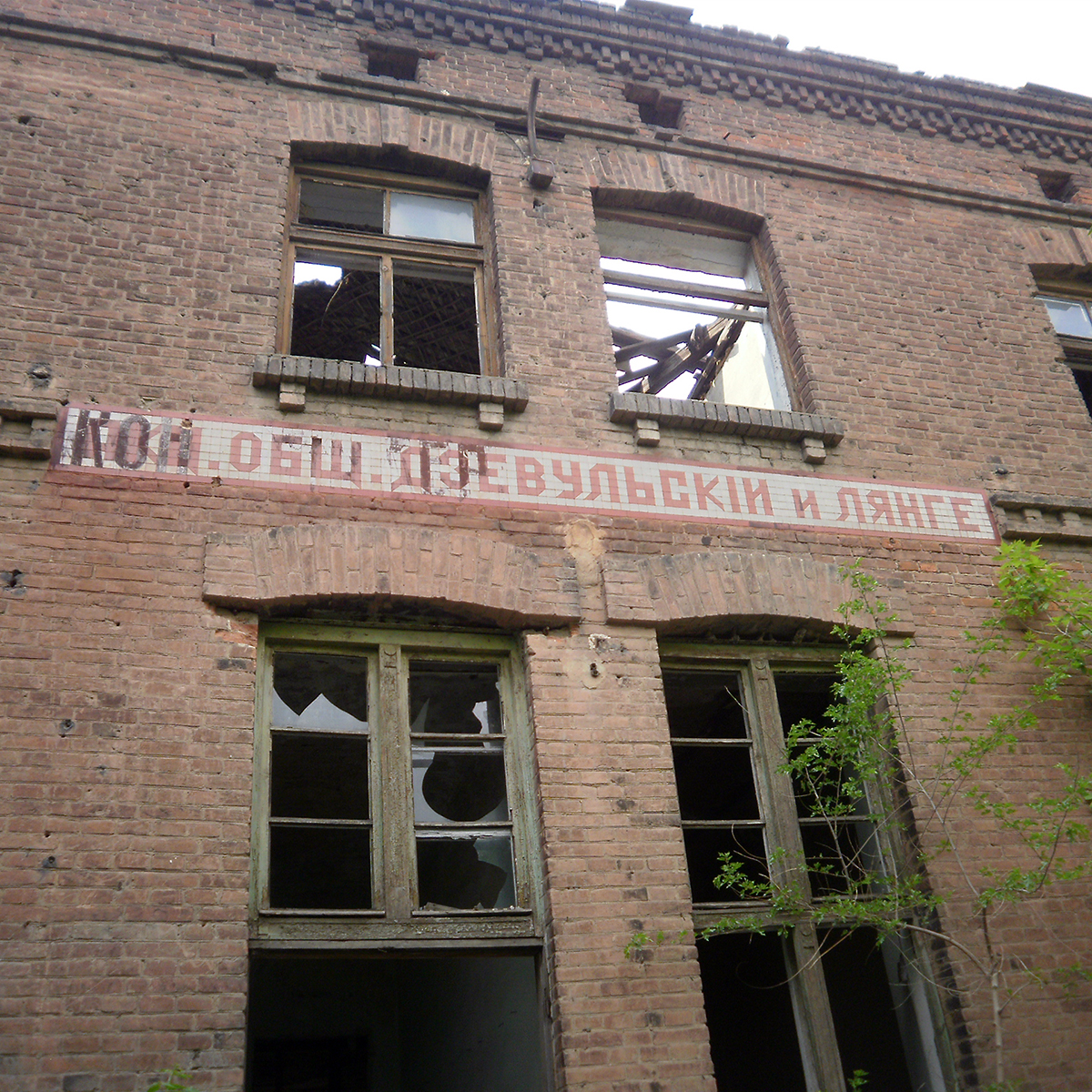
Занедбана контора підприємства

Історія цього потужного керамічного підприємства розпочалася у 1893 році, коли троє польських підприємців відкрили акціонерне товариство «Дзевульський і Лянге» й купили земельну ділянку для побудови заводу поблизу залізниці в місті Слов'янськ Харківської губернії.
Засновник Ян Дзевульський і брати Юзеф і Владислав Лянге, успішні підприємці й керівники, власники керамічного заводу в польському місті Опочно зрозуміли, що найкраща глина, нещодавно збудована Курсько-Харківсько-Севастопольська залізниця й дешева робоча сила дають родючий ґрунт для розширення бізнесу і збільшення виробництва.
Від самого початку завод Дзевульського і Лянге почав виготовляти керамічну плитку для виощування підлоги використовуючи лише два парових двигуна. В перше ж десятиліття фірма «Дзевульський і брати Лянге» отримала високі нагороди за якість виробів:
- золота медаль у Києві в 1897 році
- велика срібна медаль на Всесвітній виставці у Парижі в 1900 році
- почесний диплом Гран-прі на міжнародній керамічній виставці Санкт-Петербурзі в 1901 році
- почесний диплом і золота медаль у Брюсселі в 1903 році
- найвища нагорода, а саме перша премія в Ревені і «Диплом щодо визнання» на виставці в Ченстохово в 1909 році
- і ще одна найвища нагорода в 1909 році: велика золота медаль на виставці в Катеринославі (Дніпропетровськ, а пізніше Дніпро, Україна).

У XIX столітті царський уряд заохочував іноземні інвестиції, надаючи інвесторам субсидії, тому справи у цього акціонерного товариства йшли чудово, йшли вони добре і в ХХ столітті, коли російський великий бізнес почав відчувати проблеми: злиденна заробітна плата робітників, п'ятнадцатигодинний робочий день, події 1905 року в Петербурзі, страйки, вже часті сутички мітингувальників робочих з поліцією, наростаюча міць революційної боротьби і, звичайно, Перша світова війна.
Російська імперія, розпочавши Велику війну була змушена проводити мобілізацію, що спричинило падіння рівня виробництва на усіх підприємствах, оскільки більшість чоловіків було призвано до лав війська, зростання ціна на продовольство і товари, а голод почав набирати загрозливих масштабів.
Не дивлячись на великі труднощі, завод «Дзевульський і Лянге» в 1914 році виготовив 400000 квадратних метрів теракотової плитки, що було досить не мало, продовжуючи успіхи і в наступні роки. Аж до 1917 року, коли після революції влада на фабриках і заводах повністю перейшла в руки революційних комітетів, які спеціальними указами заснували загони самооборони підприємств.
Історична будівля контори заводу Дзевульского і Лянге нині є пам'яткою архітектури місцевого значення (від 1999 року). Її було зведено 1895 року у стилі псевдоготики. Станом на 2021 рік будівля в руїнах: вибиті вікна і двері, впали дах і перекриття.

### Після Жовтневого перевороту
Погана узгодженість дій, відсутність досвіду управління та збуту, велика різка розбіжність ринкових розцінок з новими штучними просто загальмували промислове виробництво, а велика кількість підприємств були переведені на консервацію. У цей перелік потрапив і Слов'янський керамічний завод.
Завод було зупинено і так продовжувалося до 1925 року. Частина приміщень була зруйнована, хоча великогабаритне обладнання збереглося. Із початком Індустріалізації СРСР повернувся шанс на існування заводу і, нелюдськими зусиллями нечисленного колективу фабрика плитки була піднята з руїн, задимилися всі 24 горни, здійснюючи випал першої партії метласької плитки.
В початку 1926 році фабрика була перейменована в Завод метлаських плиток імені Крупської. А вже в квітні того ж року була випущена партія в 27 тисяч квадратних метрів плитки для будівництва Волховської ГЕС — це був перший вагомий подарунок слов'янських кераміків країні, але далеко не останній. Тоді заводу були подаровані кілька перших вантажівок.
Завод зростав, розширювалися виробничі потужності, збільшувався вихід продукції, і росли люди, підвищувалася їх кваліфікація. Тоді слов'янська плитка використовувалася для оздоблення мавзолею Леніна і Казанського вокзалу в Москві.
У 1930 році було прийнято рішення побудувати новий керамічний завод, тому що території старого заводу вже не вистачало для великих планів. А в 1932 році було випущено 4000 тисяч квадратних метрів плитки — повторивши обсяг 1914 року, але об'єктивна вартість цієї плитки приблизно в 10 разів дешевше за ту.
У 1934 році завод повністю електріфікується, встановлюється електромотор, який приводить в рух всі механізми від загальної трансмісії. За допомогою трьох п'ятитонних автомобілів автоматизується доставка глини з кар'єрів. Починає роботу цех по виробництву мінеральних фарб — охри, мумії (колькотара), сурику і зелені. Механізуються частина ручної праці, деяке обладнання замінюється більш продуктивним і ефективним, автоматизується транспортування плитки за допомогою монорейкових вагонеток і колискового підйомника. Застосування потужних вентиляторів при охолодженні горнів дало можливість скоротити цикл випалу з 285 годин до 180, збільшивши кількість обертів печі з 2,5 до 4-х.
Третя п'ятирічка (1938—1942 рр.) передбачала подальше зростання матеріального добробуту країни і 1939 року розпочато будівництво цеху автоізоляторів потужністю 10 мільйонів штук на рік. Перша продукція вийшла в квітні 1941 року, а через кілька місяців обладнання цього цеху частково евакуюється на ст. Смишляєвка Куйбишевської області РРФСР.

### Друга світова війна
З перших же днів Німецько-радянської всі підприємства Слов'янська були переведені на військовий лад: переключилися на випуск військового спорядження і техніки. Близько половини робітників керамічного заводу були мобілізовані на фронт.
Під час німецької окупації завод було майже повністю зруйновано.
Після зайняття міста радянськими військами у вересні 1943 року почалося відновлення заводу практично голими руками жінок, дівчат і підлітків. І в червні 1944 року, нарешті випущена перша партія плитки Слов'янським керамічним заводом. Розвиток продовжився. А за 1946 рік Слов'янський керамічний завод випустив 720 тисяч квадратних метрів керамічної плитки для підлоги — завод перекрив довоєнну потужність.
У 1948 році керівництво заводу ставить за мету досягти і перевищити випуск 1 000 000 квадратних метрів плитки за рік, а для цього потрібно серйозно реконструювати виробництво, в першу чергу механізувати ручну працю. У той рік в пресовому цеху були замінені всі старі преси на високопродуктивні автоматичні преси, встановлені нові потужні насоси, поліпшена і прискорена підготовка і транспортування сировини, модернізована і автоматизована сушка. Все старе обладнання змінювалося на нове і більш ефективне. Було запущено виробництво фаянсової плитки. У тому ж 1948 році закінчено будівництво нового цеху кислотостійкої плитки і почалося будівництво цеху облицювальної плитки.
У 1950 році вперше на слов'янському керамічному заводі введено до експлуатації тунельну піч, тим самим значно прискорюючи процес випалу. Саме в тому році починається випуск знаменитої на весь Радянський Союз білої глазурования плитки розміром 150×150 мм — один із символів «високого добробуту радянського житла».
Будівництво, модернізація, поліпшення і прискорення — ось чим жив завод в наступні роки. У 1954 році керамічний завод почав випуск керамічних каналізаційних труб. У період з 1950 по 1955 рік випуск продукції у валовому еквіваленті збільшився приблизно в 5 разів. Але зупинятися ніхто не збирався — розширюється випуск високовольтних ізоляторів, починається випуск побутових умивальників і унітазів.
Великим досягненням Слов'янського керамічного комбінату була організація виробництва з кераміки різної апаратури і обладнання для хімічної промисловості. Кераміка знаходила все ширше застосування, як конструкційний матеріал для виготовлення вузлів і деталей, що працюють в агресивних середовищах. Цей матеріал дозволяє створювати апарати, які не руйнуються під впливом кислот, витримують високі температури і мають велику механічну міцність. Керамічні насоси, запірна арматура, різні реактори успішно застосовувалася не тільки в хімії, але і в металургійній, фармацевтичній, харчовій і інших галузях промисловості.
У 1959 році почалося будівництво цеху хімічної апаратури, а в 1964 почався серійний випуск хімічного устаткування з кераміки. Так Слов'янський керамкомбінат став першим підприємством, яке організувало виробництво комплексної хімічної апаратури, що спричинило за собою відмову від імпортних поставок обладнання з Японії, НДР і ФРН.
Розвиток цього промислового комплексу дало можливість експортувати якісне хімобладнання в більш ніж 30 країн світу.
З 1965 по 1970 роки (восьма п'ятирічка) Слов'янський керамічний комбінат здійснив кілька важливих досягнень. У цей період були доведені до норми барвники — спік з окису кобальту і цинку дають блакитний і синій, окис титану, редкосайд, що дають зелені кольори. Тоді вдалося досягти чистих і яскравих кольорів. З тих пір кухні громадян СРСР набули блакитних тонів, а санвузли стали зеленими і синіми. Ця плитка міцно «просиділа» в наших квартирах аж до 2000-х, але навіть в наш час ще знаходяться «бабусині» варіанти, де слов'янська плитка висить досі.
У 1969 введений в експлуатацію плитковий цех № 3, оснащений ще більш новим обладнанням, який в перший свій рік випустив 3,5 мільйона квадратних метрів облицювальної плитки, перевищивши поставлену мету в 3 рази.
У серпні 1972 року на комбінаті була запущена друга поточно-механізована конвеєрна лінія з роликовим відбитком, на якій опанували виготовлення великорозмірної плитки для підлоги. В цьому ж році запустили третю лінію. А трохи пізніше, вперше в історії СРСР, одному заводу по двом видам продукції (плитка для підлоги) було присвоєно Державний Знак якості.
Першочерговою метою Слов'янського заводу в 1970-х було виконання завдання зі зростання обсягу виробництва без збільшення чисельності працівників, тобто за рахунок зростання продуктивності праці.
Для поліпшення умов праці була побудована нова їдальня на 228 посадочних місць, в кожному цеху будувалися душові та умивальники, в 1975 році було розпочато будівництво першого 75-квартирного будинку для робітників. У піонерському таборі «Орлятко» на березі Сіверського Дінця, в якому відпочивали діти трудящих, один за одним добудовували корпуси.
У 1972 році була введениа до ладу спеціальна ділянка з виробництва художньої кераміки. До цього асортимент товарів широкого споживання обмежувався статуетками і сувенірами, а тепер Слов'янський керамічний комбінат почав випуск різних ваз, глечиків, чайників, декоративного посуду, бочок для солінь, кухлів, чайних сервізів, художніх тарілок і статуеток, які не один раз брали перші місця на всіляких виставках.
1980-ті роки роботи Слов'янського керамічного заводу імені Крупської охарактеризовані подальшим поліпшенням умов праці, ще більшою автоматизацією, збільшенням обсягів виробництва, поліпшенням якості продукції та зниженням її вартості. Модернізовані вузли виробництва зменшували кількість робочих місць, вивільняючи дорогоцінні кадри, яких так потребували нові виробничі лінії.
До 1500-річчя Києва Слов'янський завод отримав спецзамовлення на виробництво керамічної плити розміром 190х190х35 мм в кількості 135 тисяч штук для реставрації пам'ятника Х століття «Золоті ворота». І з цим завданням столиця кераміки впоралася більш ніж успішно.
У 1990 році однією з актуальних стала проблема переходу економіки країни на ринкові відносини. Стан економіки країни кінця вісімдесятих змусив уряд підвищити ціни на всі види сировини і промислових товарів, створивши шокову ситуацію не тільки на підприємствах, але і в житті звичайних громадян. Це сильно вплинуло на економіку Слов'янського комбінату і спричинило за собою початок великої роботи, спрямованої на вирішення серйозних проблем на шляху переходу до ринку.
Саме тоді був прийнятий закон СРСР «Про податки з підприємств, об'єднань і організацій», який встановив податок для Слов'янського заводу в 45 % і відрахування на соціальне страхування в розмірі 37 % від фонду оплати праці. Звичайно, це сильно вплинуло на розвиток економіки підприємства.

### Після відновлення незалежності
У наступні роки адміністрація керамічного комбінату була змушена приймати рішення про зниження обсягів виробництва в зв'язку з постійною недостатністю обігових коштів через підвищення цін на енергоносії і сировину, що було причиною зростання ціни на продукцію і мало наслідком зниження попиту.
Незважаючи на труднощі, тоді ще на комбінаті велися роботи з розширення асортиментів — в цеху плитки для підлоги був налагоджений випуск черепиці та тіл, що мелють, була значно збільшена кількість різновидів блюдець і чашок, художньої кераміки.
До 1995 року обсяг виробництва знизився більш ніж в 4 рази по відношенню до 1991 року. За цей час Слов'янський керамкомбінат обріс боргом по енергоносіях в 34000 млн крб. і кредиторською заборгованістю, яка перевищувала дебіторську на 90 000 млн карбованців.
Борги росли і за сировину, і з заробітної платні. Зривалися поставки сировини, не вистачало коштів на розвиток і модернізацію, йшли цінні кадри. Все це призводило до погіршення якості, зниження попиту.
В середині 90-х керівництво заводу провело титанічну роботу по відновленню старих зв'язків — відновилися поставки, хоча в значно менших розмірах, в країни Балтії, Фінляндії, Швеції, Угорщини, Росії. Вперше за кілька років обсяг виробництва збільшився, хоча незначно. Але, на жаль, тривало це не довго. Чергові підвищення тарифів на енергоносії і сировину зробили свою справу.
У 1997 році почалася приватизація комбінату. Це був довгий, складний і болісний процес, який остаточно поклав керамічний завод на лопатки. Процес реструктуризації, тобто виділення з його складу окремих підприємств — самостійних структурних одиниць, був затягнутий. Ці самі структурні одиниці, будучи ланками одного виробничого ланцюга, через тимчасові зупинки порушували процес виробництва, зривалися поставки, зупинялися цехи через відсутність сировини.
Імпортна якісна продукція, що ринула на полиці магазинів, залишала вітчизняну продукцію поза конкуренцією. Час минав, а приватизація повзла, росли борги по заробітній платі. У 1998 році нарешті було отримано свідоцтво про державну реєстрацію відкритого акціонерного товариства «Слов'янський керамічний комбінат». Був підготовлений пакет документів для випуску акцій для продажу їх співробітникам комбінату. Трудящі комбінату внесли свої ваучери і гроші, але на жаль, акції так і не були випущені, а економічні показники заводу були катастрофічними.
У тому ж році, в 1998, рішенням Арбітражного суду було відкрито процес банкрутства ВАТ «Слов'янського керамічного комбінату», але недосконале законодавство призвело до того, що комбінат продовжував працювати і погіршувати не тільки свої показники, а й підприємств-постачальників ресурсів, бюджету всіх рівнів і співробітників по заробітній платі. Борги росли, штат скорочувався — в 1998 році комбінат налічував 1877 чоловік, а до 2001 залишилося всього 157.
У наступні роки майно комбінату реалізовувалася на торгах з метою погашення заборгованості. Крім того, йшло неконтрольоване розкрадання матеріальних цінностей. Це призвело завод до повної зупинки і фактичного банкрутства.
Сьогодні від заводу залишився тільки скелет, що нагадує пейзажі 1943 року. Деякі цехи, а точніше приміщення, перебуваючи в приватній власності, знайшли застосування, як склади або прихистили цехи невеликих підприємств з виробництва керамічних або інших виробів. Технологію виготовлення слов'янської молоченої кераміки з червоної глини визнано частиною нематеріальної культурної спадщини Донеччини. Однак нині масштаби її виробництва значно знизилися.
А польський брат-близнюк керамічний завод в Опочно продовжує успішну роботу. За більш, ніж столітню історію, незважаючи на великі труднощі, дві війни, радянську окупацію, завод в Опочно заслужив майже всесвітнє визнання. Сьогодні польська плитка і сантехніка цінується в багатьох країнах, в тому числі і в Україні і продається під торговою маркою Opoczno.